# Desmopsis lanceolata
Desmopsis lanceolata är en kirimojaväxtart som beskrevs av Cyrus Longworth Lundell. Desmopsis lanceolata ingår i släktet Desmopsis och familjen kirimojaväxter. Inga underarter finns listade i Catalogue of Life.